# 15-Crown-5
15-Crown-5 là crown ete với công thức hóa học (C2H4O)5. Ete này là dạng pentame vòng của ethylene oxide, có khả năng tạo phức với các cation khác nhau, bao gồm natri (Na+)  và kali (K+), tuy nhiên, nó thường kết hợp chủ yếu với Na+ có tính chọn lọc ion Na+cao hơn.

## Tính chất
Tương tự như 18-crown-6, 15-crown-5 liên kết với các ion natri. Do đó muối natri hòa tan trong dung môi hữu cơ 15-crown-5.
Các kim loại chuyển tiếp hàng đầu tiên trong bảng tuần hoàn nằm vừa khít trong phân tử 15-crown-5 nhưng không thể nằm trong phân tử 18-crown-6 do bán kính chúng quá nhỏ. Sự liên kết các cation kim loại chuyển tiếp dẫn đến tương tác liên kết hydro xuất phát từ cả hai phối tử nước nằm ở xích đạo và trục. Do đó có thể tách được các polyme cao phân tử trạng thái rắn kết tinh với hiệu suất cao. Các muối kim loại được phân lập ở dạng này bao gồm Co(ClO4)2, Ni(ClO4)2, Cu(ClO4)2 và Zn(ClO4)2. Phức kim loại chuyển tiếp của 15-crown-5 được bố trí trong không gian dưới hình dạng phức 7 phối tử: crown ete nằm ở mặt phẳng xích đạo, 2 phối tử nước nằm trên trục vuông góc với phân tử crown ete.

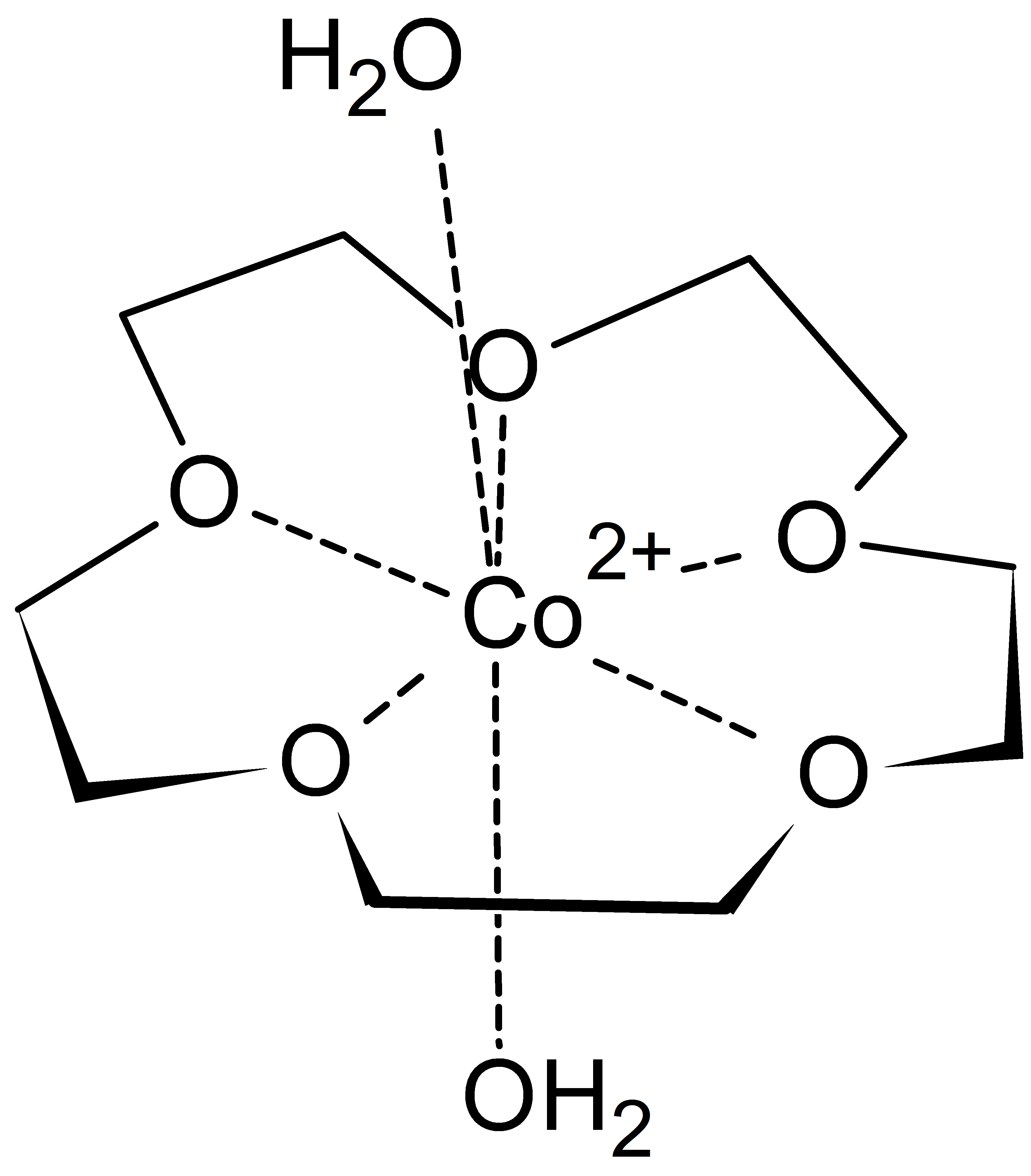
Cấu trúc phức [Co(15-crown-5)(H_{2}O)_{2}]^{2+}.

15-crown-5 sử dụng để cô lập muối ion oxonium. Ví dụ, từ dung dịch axit tetrachloroauric, ion oxonium [H7O3]+ được phân lập dưới dạng muối [(H7O3)(15-crown-5)2][AuCl4]. Nghiên cứu nhiễu xạ neutron chỉ ra cấu trúc của muối này giống dạng bánh sandwich, cho thấy một chuỗi phân tử nước có độ dài liên kết OH khá dài (1,12 Å) trong H+, nhưng độ dài OH ••• O rất ngắn (1,32 Å).

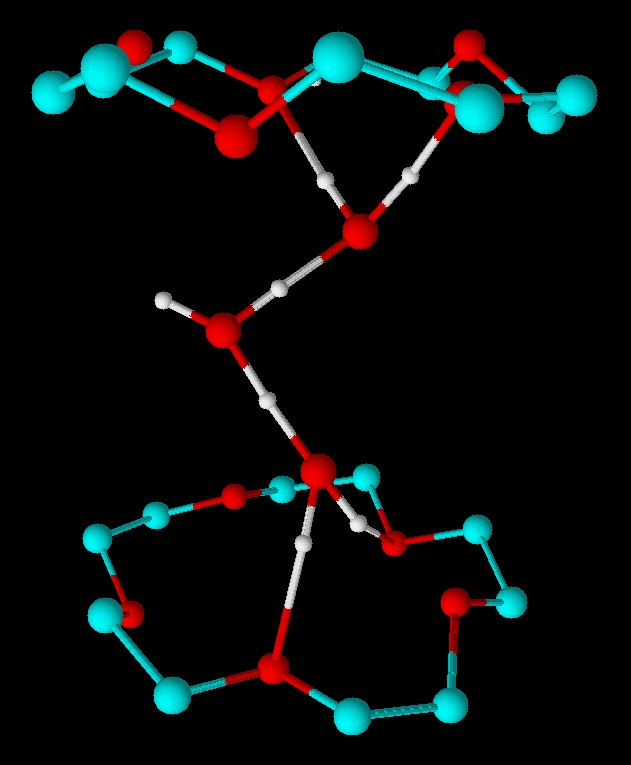
Cấu trúc ion [(H_{7}O_{3})(15-crown-5)_{2}]^{+}

Một dẫn xuất của 15-crown-5, benzo-15-crown-5, được sử dụng để tạo ra các phức chất anion của phối tử carbido dạng muối [K(benzo-15-crown-5)2]+ 
(Ar2N)3MoCH + KCH2Ph + 2 (15-crown-5) → [K(15-crown-5)2]+[(Ar2N)3MoC]− + CH3Ph